# یونایتد مایکروالکترونیکس

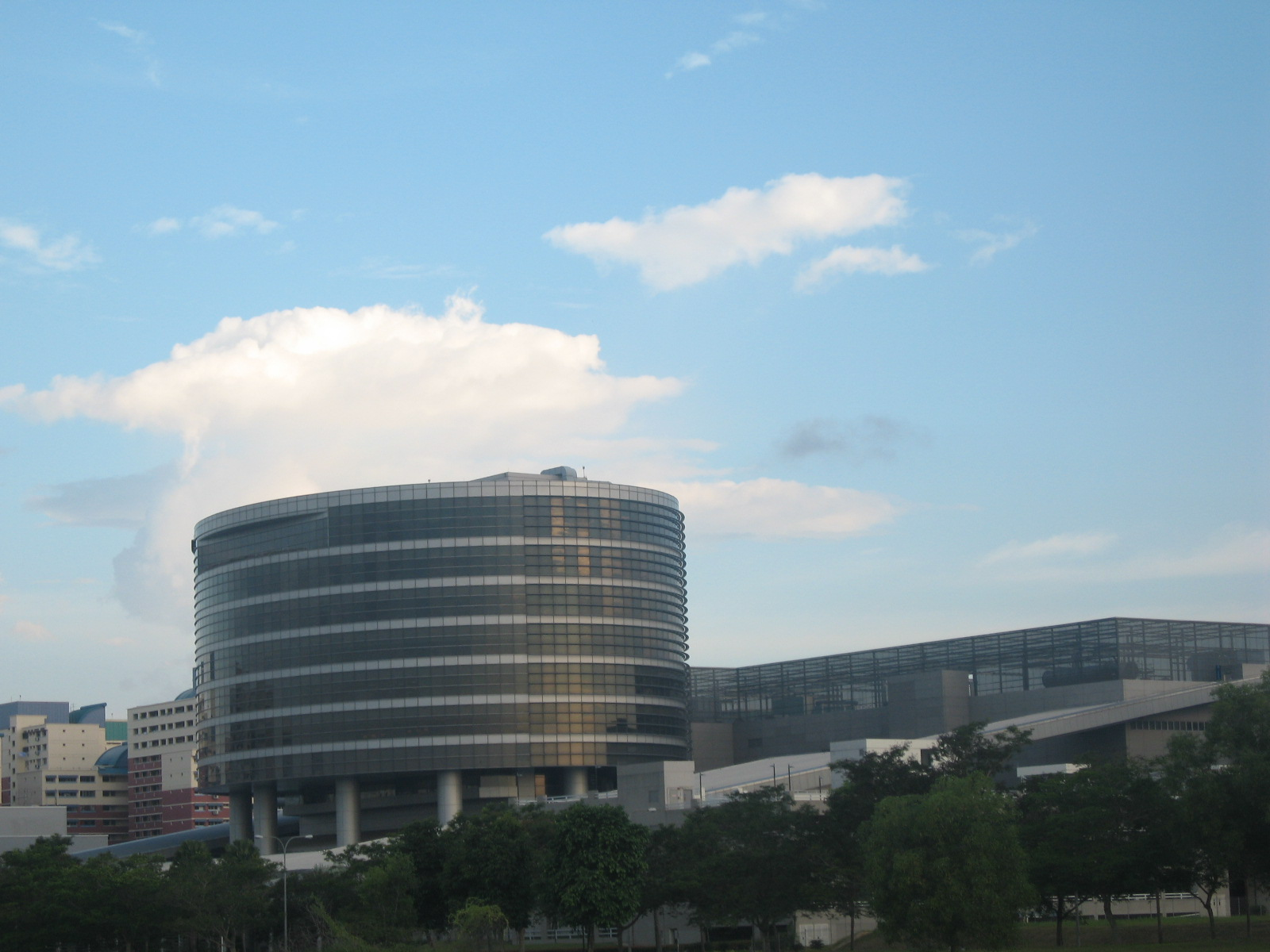
کارخانه سنگاپور و دفاتر یونایتد مایکروالکترونیکس.

یونایتد مایکروالکترونیکس (UMC) یک شرکت تایوانی است که در سینچو، تایوان مستقر است. این ابرشرکت نخستین تولیدکننده نیمه‌رسانای تایوان است که در سال ۱۹۸۰ به‌عنوان یکی از مؤسسات مؤسسهٔ پژوهشی فناوری صنعتی (ITRI) تحت حمایت دولت تأسیس شد.